# Parupeneus
Parupeneus là một chi cá biển thuộc trong họ Cá phèn. Chi này được lập bởi Bleeker vào năm 1863.

## Các loài
Tính đến năm 2025, chi này có tất cả 35 loài, bao gồm:
- Parupeneus angulatus Randall & Heemstra, 2009
- Parupeneus barberinoides (Bleeker, 1852)
- Parupeneus barberinus (Lacépède, 1801)
- Parupeneus biaculeatus (Richardson, 1846)
- Parupeneus chrysonemus (Jordan & Evermann, 1903)
- Parupeneus chrysopleuron (Temminck & Schlegel, 1843)
- Parupeneus ciliatus (Lacépède, 1802)
- Parupeneus crassilabris (Valenciennes, 1831)
- Parupeneus cyclostomus (Lacépède, 1801)
- Parupeneus diagonalis Randall, 2004
- Parupeneus forsskali (Fourmanoir & Guézé, 1976)
- Parupeneus heptacantha (Lacépède, 1802)
- Parupeneus inayatae Uiblein & Fahmi, 2018
- Parupeneus indicus (Shaw, 1803)
- Parupeneus insularis Randall & Myers, 2002[2]
- Parupeneus jansenii (Bleeker, 1856)
- Parupeneus louise Randall, 2004
- Parupeneus macronemus (Lacépède, 1801)
- Parupeneus margaritatus Randall & Guézé, 1984
- Parupeneus moffitti Randall & Myers, 1993
- Parupeneus multifasciatus (Quoy & Gaimard, 1824)
- Parupeneus orientalis (Fowler, 1933)
- Parupeneus pleurostigma (Bennett, 1831)
- Parupeneus porphyreus (Jenkins, 1903)
- Parupeneus posteli Fourmanoir & Guézé, 1967
- Parupeneus procerigena Kim & Amaoka, 2001
- Parupeneus rubescens (Lacépède, 1801)
- Parupeneus seychellensis (Smith & Smith, 1963)
- Parupeneus sinai Uiblein, 2021
- Parupeneus spilurus (Bleeker, 1854)
- Parupeneus trifasciatus (Lacépède, 1801)
- Parupeneus williamsi Shibuya & Motomura, 2020